# Соколце
Соколце (слч. Sokolce, мађ. Lakszakállas) насељено је мјесто са административним статусом сеоске општине (слч. obec) у округу Коморан, у Њитранском крају, Словачка Република.

## Становништво
| Година:    | 1994. | 2004.   | 2014.   | 2024.   |
| ---------- | ----- | ------- | ------- | ------- |
| Број људи: | 1261  | 1279    | 1215    | 1194    |
| Разлика:   |       | +1,42 % | -5,00 % | -1,72 % |

| Година:    | 2023. | 2024.   |
| ---------- | ----- | ------- |
| Број људи: | 1197  | 1194    |
| Разлика:   |       | -0,25 % |

Према подацима о броју становника из 2011. године насеље је имало 1.220 становника.